# Izabela Bujniewicz
Izabela Bujniewicz (ur. 11 lipca 1972) – polska aktorka teatralno-musicalowa, wokalistka-śpiewaczka. 

## Życiorys
W 1995 roku ukończyła Studium Wokalno-Aktorskie im. Danuty Baduszkowej przy Teatrze Muzycznym w Gdyni. Związana jest z Teatrem Muzycznym Roma i Teatrem Muzycznym w Gdyni.
W Bałtyckim Teatrze Dramatycznym w Koszalinie zagrała m.in. Zosię w „Panu Tadeuszu”, Marynię w „Karmanioli”, Uczennicę w „Lekcji”. Po powrocie do Gdyni brała udział w musicalach: „Wichrowe Wzgórza”, „Sen nocy letniej” z muzyką Leszka Możdżera. Za swoje największe role uważa: Chawy w „Skrzypku na dachu”, Marii Magdaleny w „Jesus Christ Superstar”, Swietłany Siergiewskiej w musicalu „Chess”, do którego muzykę skomponowali członkowie zespołu ABBA.
W Teatrze Muzycznym Roma występowała w Miss Saigon, Grease, Tańcu wampirów, Kotach, Akademii pana Kleksa, Les Misérables i Mamma Mia!.

## Filmografia
- 1999: Lokatorzy jako Basia (odc. 2)
- 2000: Lokatorzy jako gość w pubie „Muszelka” (odc. 5)
- 2009: Plebania jako kontrolerka z Sanepidu (odc. 1364)
- 2009: 39 i pół jako pani od cateringu (odc. 28)
- 2010: Na Wspólnej jako pielęgniarka (odc. 1288)
- 2012: M jak miłość jako pielęgniarka (odc. 939)
- 2013: Na Wspólnej jako 
  - klientka (odc. 1731)
  - nauczycielka Jakuba (odc. 1781)
- 2013: Klan jako wierzycielka Karoliny Czerwieckiej
- 2014: Lekarze jako Weronika Bajda (odc. 57)
- 2015: Na Wspólnej jako matka dziecka (odc. 2174)
- 2016: Bodo jako tancerka (odc. 4)
- 2017: Barwy szczęścia jako kandydatka na żonę Brunona (odc. 1618)
- 2017: Niania w wielkim mieście jako sprzedawczyni w barowozie (odc. 2)
- 2018: Na dobre i na złe jako sędzia (odc. 692)
- 2018–2019: Korona królów jako przekupka Lenka
- 2022: Ojciec Mateusz jako Aniela Poziomka (odc. 349)
- 2022: Archiwista 2 jako pani Zosia (odc. 2)
- 2022: Rodzina na Maxa jako nauczycielka Leona (odc. 2, 8)
- 2024: Korona królów. Jagiellonowie jako Bogna
- 2025: Królowie jako Bogna

## Dubbing
- 1964: Mary Poppins
- 2004: Shrek 2 (śpiew)
- 2007–2009: Animalia
- 2007: Nowe szaty króla 2 (śpiew)
- 2010: Alicja w Krainie Czarów